# Picquigny
Picquigny település Franciaországban, Somme megyében. Lakosainak száma 1275 fő (2022. január 1.). Picquigny Ailly-sur-Somme, Belloy-sur-Somme, Bovelles, Breilly, La Chaussée-Tirancourt, Crouy-Saint-Pierre, Fourdrinoy és Saisseval községekkel határos.

## Népesség
A település népességének változása:
| Lakosok száma | 1366 | 1366 | 1373 | 1337 | 1317 | 1311 | 1297 | 1289 | 1275 |
|               | 2013 | 2015 | 2016 | 2017 | 2018 | 2019 | 2020 | 2021 | 2022 |